# Кантаури
Кантаури (груз. კანტაური) — село в Кедском муниципалитете Грузии.

## География
Село находится на левом берегу реки Аджарисцкали, на расстоянии в 8 километрах от посёлка городского типа Кеда, административного центра муниципалитета. Абсолютная высота — 431 метров над уровнем моря.

## Население
По данным переписи населения 2014 года, в селе проживает 76 человек (35 мужчин и 41 женщина). По национальной структуре грузины составили 100% населения села.
| Год  | Численность |
| ---- | ----------- |
| 2002 | 276         |
| 2014 | ↘76         |